# Rhynchospora oaxacana
Rhynchospora oaxacana är en halvgräsart som beskrevs av Robert Kral och William Wayt Thomas. Rhynchospora oaxacana ingår i släktet småag, och familjen halvgräs. Inga underarter finns listade i Catalogue of Life.